# Sámar járás
Sámar járás (mongol nyelven: Шаамар сум) Mongólia Szelenga tartományának egyik járása. Területe 700 km². Népessége kb. 3200 fő.
Székhelye Delgerhan (Дэлгэрхан), mely 20 km-re fekszik Szühebátor tartományi székhelytől.